# Montefalcone di Val Fortore

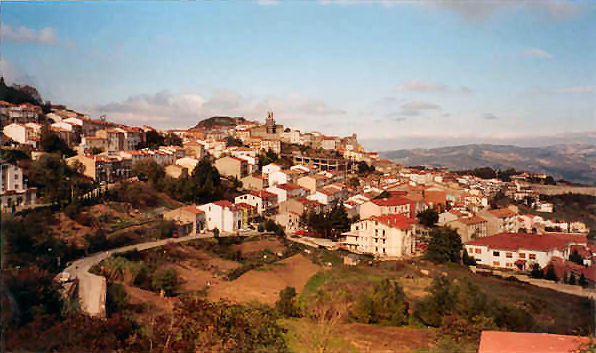
Montefalcone di Val Fortore

Montefalcone di Val Fortore ist eine Gemeinde in Italien in der Region Kampanien in der Provinz Benevento mit 1295 Einwohnern (Stand 31. Dezember 2023). Sie ist Mitglied der Bergkommune Comunità Montana del Fortore.

## Geographie

Lage von Montefalcone di Val Fortore in der Provinz Benevento

Die Gemeinde liegt etwa 42 km nordöstlich der Provinzhauptstadt Benevento. Die Nachbargemeinden sind Castelfranco in Miscano, Foiano di Val Fortore, Ginestra degli Schiavoni, Roseto Valfortore (FG), San Giorgio La Molara.

## Wirtschaft
Die Gemeinde lebt hauptsächlich von der Landwirtschaft.